# Suniti Kumar Chatterji
Bhashacharya Acharya Suniti Kumar Chatterji (Shibpur, 26 novembre 1890 – Calcutta, 29 maggio 1977) è stato un linguista, educatore e letterato indiano.
Ha ricevuto la seconda più alta onorificenza civile indiana di Padma Vibhushan. Nel 1972 fu candidato al premio Nobel per la letteratura.

## Biografia
Chatterji nacque il 26 novembre 1890 a Shibpur a Howrah. Era il figlio di Haridas Chattopadhyay, un ricco bramino bengalese Kulin. I suoi antenati erano originariamente residenti in un villaggio chiamato Chatuti nella regione di Rarh, nell'attuale Bengala Occidentale. Durante l'invasione turca del Bengala nel XIII secolo, la famiglia Chatterji lasciò il villaggio ancestrale nel Bengala occidentale e si rifugiò nel Bengala orientale. Successivamente il suo bisnonno, Sri Bhairab Chatterji, emigrò in un villaggio nel distretto di Hooghly dal suo villaggio ancestrale nel distretto di Faridpur nel Bengala orientale, ora in Bangladesh. Bhairab Chatterji, come molti altri bramini Kulin dell'epoca, condusse una vita poligama, aveva alcune mogli, ma viveva con quella che apparteneva al villaggio di Hooghly. Il figlio di Bhairab, Isvarchandra, il nonno di Chatterji, aveva servito la Compagnia delle Indie Orientali nel nord dell'India durante l'ammutinamento. Dopo il pensionamento, si costruì una modesta casa a un piano a Calcutta e vi trasferì la residenza della famiglia dal villaggio di Hooghly. Il figlio di Isvar, Haridas Chatterji, era il padre di Suniti Kumar Chatterji.
Suniti Kumar era uno studente meritevole e superò l'esame di ammissione presso la scuola pubblica di Mutty Lal Seal nel 1907, classificandosi al sesto posto, e l'esame pre-universitario presso lo Scottish Church College, classificandosi terzo. Ha conseguito la specializzazione con lode in letteratura inglese presso il Presidency College di Calcutta, classificandosi primo nella classe nel 1911. Nel 1913, completò il suo Master in letteratura inglese, classificandosi nuovamente primo. Lo stesso anno fu nominato docente di inglese al Vidyasagar College di Calcutta.
Nel 1914 divenne assistente professore di inglese presso il dipartimento post-laurea dell'Università di Calcutta, ruolo che mantenne fino al 1919. Viaggiò in Inghilterra per studiare presso l'Università di Londra, dove studiò fonologia, linguistica indoeuropea, prakrit, persiano, antico irlandese, gotico e altre lingue. Successivamente si recò a Parigi e fece ricerche alla Sorbona sulla linguistica indoariana, slava e indoeuropea, sul greco e sul latino. Il suo insegnante era il linguista Jules Bloch. Dopo essere tornato in India nel 1922, entrò all'Università di Calcutta come professore di linguistica e fonetica indiana a Khaira. Dopo il pensionamento nel 1952, fu nominato Professore Emerito e successivamente, nel 1965, Professore Nazionale di Ricerca dell'India per le discipline umanistiche.
Suniti Kumar accompagnò Rabindranath Tagore in Malesia, Siam, Sumatra, Giava e Bali, dove tenne conferenze sull'arte e la cultura indiana. Fu presidente del Consiglio legislativo del Bengala occidentale (1952–58) e presidente (1969) della Sahitya Akademi.
Suniti Kumar morì il 29 maggio 1977 a Calcutta. Gran parte della sua casa nel sud di Calcutta è stata trasformata in un negozio Fabindia.